# Book of Shadows
Book of Shadows es el primer álbum de estudio del guitarrista estadounidense Zakk Wylde, publicado inicialmente en 1996 y relanzado por Spitfire Records en 1999 con un disco extra con las canciones "Evil Ways", "The Color Green" y "Peddlers of Death". El álbum presenta un sonido muy diferente al que caracteriza a Wylde en las bandas Ozzy Osbourne y Black Label Society, pues se trata de un disco de folk rock muy similar al estilo de artistas como Neil Young.

## Lista de canciones
Todas escritas por Zakk Wylde.

### Disco Uno
1. "Between Heaven and Hell" – 3:26
2. "Sold My Soul" – 4:52 (con Guiggs)
3. "Road Back Home" – 5:48
4. "Way Beyond Empty" – 5:25
5. "Throwin' It All Away" – 5:47
6. "What You're Look'n For" – 5:31
7. "Dead as Yesterday" – 2:51
8. "Too Numb to Cry" – 2:23
9. "The Things You Do" – 4:11
10. "1,000,000 Miles Away" – 6:29
11. "I Thank You Child" – 4:41

### Disco Dos
1. "Evil Ways" – 4:13
2. "The Color Green" – 3:05
3. "Peddlers of Death" – 5:51

## Créditos
- Zakk Wylde – voz, guitarras, bajo, piano
- Joe Vitale – batería, teclados
- James LoMenzo – bajo